# Rebecca Parkes
Pour les articles homonymes, voir Parkes.
Rebecca Grace Parkes, née le 16 août 1994 à Hamilton (Nouvelle-Zélande), est une joueuse hongroise de water-polo d'origine néo-zélandaise. Elle est médaillée de bronze aux Jeux de 2020.

## Carrière
Néo-zélandaise d'origine, elle demande la nationalité hongroise en 2016 pour pouvoir intégrer l'équipe nationale de ce pays.
Elle monte sur la troisième marche du podium des Jeux de 2020 avec l'équipe hongroise.

## Palmarès

### Jeux olympiques
- Jeux olympiques d'été de 2020 à Tokyo ( Japon) :
  -  médaille de bronze du tournoi féminin

### Championnats du monde
- Championnats du monde de natation 2022 à Budapest ( Hongrie) :
  -  médaille d'argent du tournoi féminin

### Championnats d'Europe
- Championnat d'Europe 2020 à Budapest ( Hongrie) :
  -  médaille de bronze